# Puente de Quebec
El puente de Quebec (del francés: Pont de Québec) es un puente mixto de ferrocarril y carretera que cruza el río San Lorenzo al oeste de la ciudad de Quebec (costa norte) hasta Lévis (distrito de Saint-Nicolas) en la costa sur (Canadá).

## Descripción
Es una estructura de acero remachada de 987 m de largo, 28,7 m de ancho y 104 m de alto. Es el puente de tipo ménsula más largo del mundo, con un vano de 549 m entre sus pilares principales y un tramo central de 576 m de largo. Cada tramo en voladizo es de 178 m. La altura libre debajo de su luz central es de 45,72 m con marea alta y 52,42 m  con marea baja. Todavía se considera hoy como un trabajo de importante ingeniería. Está ubicado aguas abajo del puente Pierre Laporte.
El puente de Quebec es propiedad de la Canadian National Railway (CN). Fue designado un Sitio Histórico Nacional de Canadá en 1995.

## Construcción
Este puente tiene en su haber la trágica estadística de haberse desplomado dos veces cuando aún estaba en construcción. La primera vez, el 29 de agosto de 1907 y la segunda vez, el 11 de septiembre de 1916. Al menos 75 personas murieron en el primer accidente.
Fue completado el 20 de septiembre de 1917 e inaugurado el 22 de agosto de 1919.